# Секст Клавдій Петроній Проб
Секст Клавдій Петроній Проб (*Sextus Claudius Petronius Probus, 328 — бл. 390) — державний діяч Римської імперії.

## Життєпис
Походив зі знатного роду Публіліїв-Петроніїв. Син Петронія Пробіна, консула 341 року. Народився 328 року в Вероні. Здобув класичну освіту.
Службу розпочав квестором, потім був міським претором. 23 червня 358 року призначений проконсулом Африки. З 27 квітня до грудня 364 і з 365 до 366 року був преторіанським префектом Іллірику. 19 травня 366 року призначається преторіанським префектом Галлії. Перебував на цій посаді до 368 року. За цим у 368—375 роках обіймав посаду преторіанського префекта Італії. Водночас у 371 році призначається консулом (разом з імператором Граціаном).
У 372 році захистив Сірмій від нападу германців. Того ж року завдяки клопотанню Амвросія (згодом відомого християнського діяча) призначили префектом Емілії і Лігурії. У 375 році Проб був звинувачений у корупції і репресії, а також у вимаганні податків для Валентиніана I. Проте зумів захиститися.
Зберіг свій вплив при дворі імператора Валентиніана II. У 383—384 роках знову обіймав посаду преторіанського префекта Італії. 387 року під час наступу Магна Максима разом з імператором втік до Фессалонік. 389 року повернувся до Риму.
Дата смерті Проба невідома, хоча він був ще живий в 390 році, коли два перські посли до Феодосія I, що був тоді в Медіолані спеціально відвідали Проба у Римі. Був похований у мавзолеї, побудованому для нього його дружиною Аніцією Фальтонією Пробою на Ватиканському пагорбі, біля західної апсиди базиліки Св. Петра.

## Характер
Амміан Марцеллін зображує його марнославною і жадібною людиною, котра «володіла маєтками в кожній частині імперії». Амміан додає, що Проб був доброзичливим до своїх друзів і згубним інтриганом до своїх ворогів, рабським до могутніших за нього і безжальним до слабших, які прагнули посади і здійснювали величезний вплив через його багатство, завжди невпевнений і дріб'язковий навіть на піднесенні свого впливу.
Разом з тим вважається покровителем поета Авсонія. Приємно про нього згадує поет Клавдіан. Також Квінт Аврелій Сіммах дружив з Пробом, листувався з ним (збереглося 6 листів).

## Родина
Дружина — Аніція Фальтонія Проба, донька Квінта Клодія Гермогеніана Олібрія, консула 379 року
Діти:
- Флавій Аніцій Пробін, консул 395 року
- Флавій Аніцій Гермогеніан Олібрій, консул 395 року
- Флавій Аніцій Петроній Проб, консул 406 року
- Аніція Проба